# Riverdale (hrabstwo Mendocino)
Riverdale – obszar niemunicypalny w hrabstwie Mendocino, w Kalifornii (Stany Zjednoczone), na wysokości 223 m. Znajduje się przy drodze U.S. Route 101, około 3,6 na północny zachód od Leggett.